# مخطط شبكة الحاسوب
يمثل مخطط شبكة الحاسوب رسماً تخطيطياً يصور العقد والتوصيلات بين العقد في شبكة الكمبيوتر أو بشكل أعم أي شبكة اتصالات. تشكل مخططات شبكة الكمبيوتر جزءاً مهماً في وثائق الشبكة.

## تعبير بالرموز

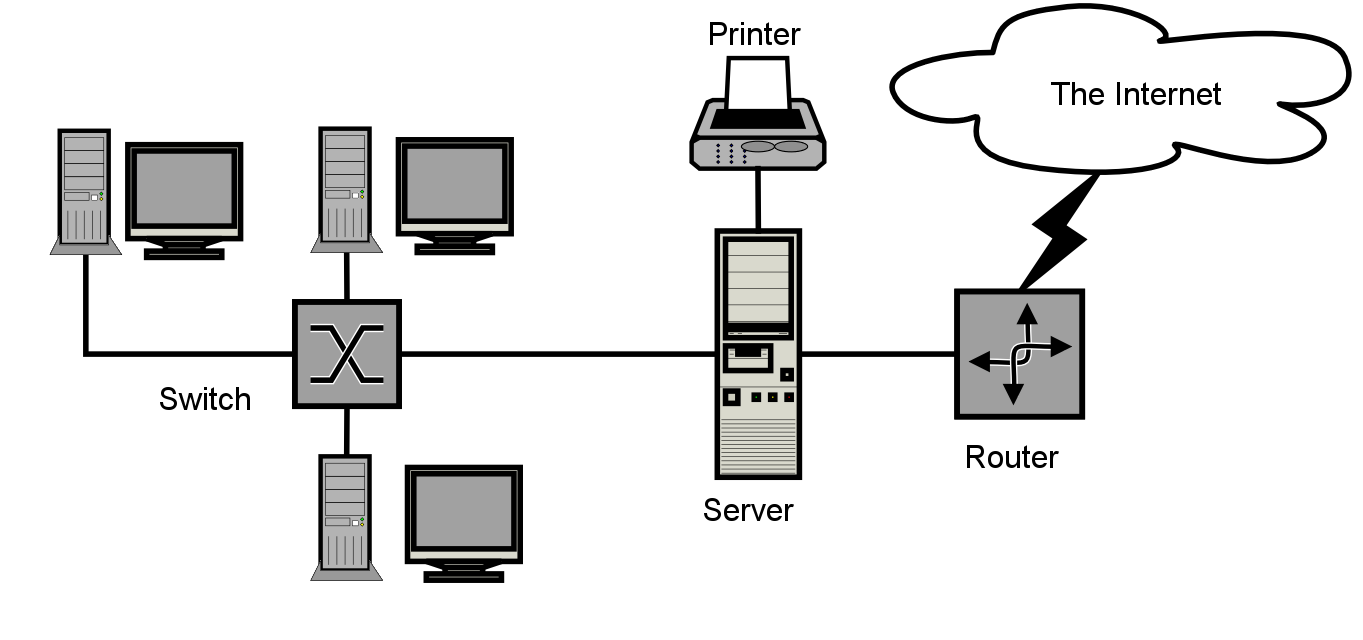
شبكات الحاسوب وربطها ببعضها

تُستخدم الرموز القابلة للتعريف بسهولة لتصوير أجهزة الشبكة الشائعة، مثل أجهزة التوجيه، ويشير نمط الخطوط بينها إلى ن
وع الاتصال. تُستخدم السحب لتمثيل الشبكات الخارجية للشبكة المصورة لأغراض تصوير الاتصالات بين الأجهزة الداخلية والخارجية، دون الإشارة إلى تفاصيل الشبكة الخارجية. على سبيل المثال، في افتراضية شبكة المنطقة المحلية في الصورة إلى اليمين، وترتبط ثلاثة أجهزة الكمبيوتر الشخصية وملقم إلى المبدل. يتم توصيل الخادم بطابعة وموجه بوابة متصل عبر وصلة WAN بالإنترنت.
اعتماداً على ما إذا كان الرسم البياني مخصصاً للاستخدام الرسمي أو غير الرسمي، قد تكون هناك بعض التفاصيل غير متوفرة ويجب تحديدها من السياق. على سبيل المثال، لا يشير الرسم التخطيطي للعينة إلى نوع الاتصال الفعلي بين أجهزة الكمبيوتر والمحول، ولكن نظرًا لتصوير شبكة LAN حديثة، فقد يتم افتراض وجود شبكة إيثرنت. إذا تم استخدام نفس نمط الخط في مخطط شبكة WAN (شبكة واسعة)، فقد يشير ذلك إلى نوع مختلف من الاتصال.
في المقاييس المختلفة، قد تمثل المخططات مستويات مختلفة من دقة الشبكة. على مستوى LAN، قد تمثل العقد الفردية أجهزة فعلية فردية، مثل لوحات الوصل أو خوادم الملفات، بينما على مستوى شبكة WAN، قد تمثل العقد الفردية مدن بأكملها. بالإضافة إلى ذلك، عندما يعبر نطاق الرسم البياني حدود LAN / MAN / WAN الشائعة، يمكن تصوير الأجهزة الافتراضية الممثلة بدلاً من إظهار جميع العقد الموجودة بالفعل. على سبيل المثال، إذا كان المقصود من جهاز الشبكة أن يكون متصلاً عبر الإنترنت بالعديد من الأجهزة المحمولة للمستخدم النهائي، فلا يجوز تصوير سوى جهاز واحد من هذا القبيل لأغراض إظهار العلاقة العامة بين الجهاز وأي جهاز من هذا القبيل.

## طوبولوجيا
يمكن تمثيل طوبولوجيا الشبكة الفعلية مباشرة في رسم تخطيطي للشبكة، حيث إنه يمثل ببساطة الرسم البياني المادي الذي تمثله المخططات، مع عقد الشبكة كرؤوس وتوصيلات كحواف غير موجهة أو مباشرة (حسب نوع الاتصال). يمكن استنتاج طوبولوجيا الشبكة المنطقية من مخطط الشبكة إذا تم أيضاً تقديم تفاصيل عن بروتوكولات الشبكة المستخدمة.

### صور

شبكة خاصة افتراضية
شبكة المؤسسة الخاصة
انهار تراكب الشبكة  [لغات أخرى]‏
شبكة تراكب  [لغات أخرى]‏ كسر المتابعة
xDSL للاتصال بالإنترنت
التوضيح اللعب الثلاثي  [لغات أخرى]‏
توزيع الإنترنت والأساسية
الإنترنت ، الوصول إلى الأساسية